# Лолт
Лолт або Ллот (англ. Lolth, Lloth), відома як Королева павуків (англ. Queen of Spiders) і раніше знана як Араушні (англ. Araushnee) — вигадана персонажка рольової гри «Dungeons & Dragons», верховна богиня дроу. Вона була створена Ґері Ґайґексом для світу «Greyhawk», згодом вона з'явилася в «Забутих Королівствах» і наразі є частиною стандартного пантеону богів «Dungeons & Dragons».

## Зовнішність
Лолт може приймати безліч облич. Найчастіше Лолт з'являється в образі гігантської «чорної вдови». Ця форма може бути перетворена на неймовірно красиву жінку-дроу. Ці дві форми також можуть комбінуватися, утворюючи гігантського павука з головою красивої жінки-дроу. Присутність Лолт у будь-якій формі страшна. Замість появи в повній формі, Лолт воліє показувати свою присутність жіночою посмішкою, що з'являється на найближчому павуку. Якщо її допомога необхідна в більш певній формі, вона вдихне у свого послідовника бойові надсили: незаперечне право першого удару, незламну зброю і непробивну броню. Такі воїни майже завжди оточені мерехтливим лілово-чорним сяйвом.
У книжках Роберта Сальваторе циклу «Темний ельф» і в серії книжок «Війна павучої королеви» образ Лолт має дещо інший вигляд: вона являє собою тіло велетенського чорного павука, на місці голови якого розташований торс жінки-дроу.

## Характер
Королева павуків жорстока і злісна. Єдина воля в її світі — вона сама. Вона постійно інтригує, щоб підтримувати розбіжності серед її жриць. Так вона може вибрати найсильнішого і найхитрішого з послідовників, щоб зробити його своїм слугою. Дроу, виховані в цій релігії, майже абсолютно підходять для цього. Інстинктивна недовіра і витончений розум дроу ввергає майже всіх їхніх супротивників, окрім найпідступніших, у сум'яття. Те, що Лолт — богиня Хаосу, здається майже заслуженим.
Лолт зневажає і ненавидить як менших богів пантеону дроу, так і верховного бога ельфів Кореллона Ларетіана. У «Забутих Королівствах» докладно описана причина цієї ненависті. Колись Лолт мала ім'я Араушні й була дружиною Кореллона, але задумала повалити свого чоловіка. Після війни, що тривала цілі тисячоліття, переможену Араушні перетворили на демоницю і вигнали з царства ельфійських богів, а ельфів, які встали на її бік, проклято. Араушні, відтепер названа Лолт, відвела їх у Підморок, що стало місцем проживання дроу.

## Служіння
Служителі Лолт — тільки жінки. Жриці Лолт — тільки її інструмент для володіння реальною владою в суспільстві дроу. Якщо жриця будь-якого рангу каже зробити щось, краще не вагатися. Покарання за непокору зазвичай швидке і нещадне. Жриця відчуває, що вона є суддею, присяжними й катом суспільства, що лежить біля її ніг, і сила, дана їй Лолт — виправдання за будь-який її вчинок. Єдиною метою в житті жриці є позбавлення від слабкості й освячення сили. Її жриці займають верховне становище в суспільстві дроу і вимагають беззаперечного підпорядкування. Чоловіки дроу зобов'язані пройти випробування. Якщо вони не пройшли його, Лолт перетворює їх на дравуків. Вони ведуть жалюгідний спосіб існування і все життя мучаться. Також, прислухавшись до благань своїх найвірніших жриць, Лолт може створити з будь-якого мерця Зін-Карла, духа-двійника, який служить цим жрицям.
Молитва служителів Лолт сильна після виходу з трансу або входження в нього. Вони завжди жінки. Лолт вимагає постійної уваги від її служителів: послуху в молитві, плюс приношень. Допомога Лолт вимагає жертв, зазвичай це кров відданих дроу або захоплених ворогів, яку проливають ритуальним ножем, що має форму павука, вісім лапок якого є лезами. Церемонії жертвопринесення поверхневих ельфів проводять щомісяця в повний місяць, як неприкриті виклики Сельдаріну, найлютішому суперникові Лолт. Зазвичай ритуали проводять тільки серед жінок, у священному залі або місці, але ті, що вимагають надприродної сили або публічного показу, можуть проводитися відкрито і в присутності чоловіків. Наймогутніші ритуали являють собою непереборні труднощі для опису, і їх свідками рідко стають не-дроу.
Ритуали Лолт включають спалювання дорогоцінних олій і ладану, живих підношень і багатств усіх видів, особливо дорогоцінного каміння. Їх зазвичай поміщають у кулясте заглиблення в чорному вівтарі або в пломінку жаровню, в які вривається чорно-червоне полум'я, поглинаючи підношення. Якщо божество обурене або присутні самозванці, полум'я може також поглинути інші цінності, на кшталт магічних виробів, коштовностей та одягу. Великі та важливі ритуали зазвичай використовують вісім жаровень, забезпечуючи додаткове полум'я і представляючи вісім ніг Лолт. Лолт дозволяє собі входити в контакт самій (на кшталт заклинання зв'язок), тільки коли їй це подобається. В інших випадках заклик досягає її служителів-йоклол (аморфні демони, здатні приймати форму ельфа або павука). Коли Лолт розсерджена, вона посилає йоклол або мірлорчара (демон-павук меншого рангу) вбити жрицю. Жриці Лолт іноді стають арахнами, бійцями або чаклунами.

## Появи

### Пригоди
- «Векна: Переддень руїни»

### Романи

#### Роберт Сальваторе
Цикл романів «Сага про Дзірта»
- Трилогія «Темний ельф»
  - «Батьківщина» (1990)
  - «Вигнання» (1990)
- Тетралогія «Спадок дроу»
  - «Спадок» (1992)
  - «Беззіркова ніч» (1993)
  - «Облога темряви» (1994)
  - «Шлях до світанку» (1996)

#### Елейн Каннінґем
- Трилогія «Місячне світло й тіні»:
  - «Донька дроу» (1995)
  - «Павутиння» (1996)
  - «Вітрогін» (2003)

#### «Війна павучої королеви»
Міжавторська серія під редакцією Роберта Сальваторе.
- Річард Лі Баєрс
  - «Зречення» (2002)
- Томас Рейд
  - «Повстання» (2002)
- Річард Бейкер
  - «Засудження» (2003)
- Ліза Смедман
  - «Вимирання» (2004)
- Філіп Етанс
  - «Винищення» (2004)
- Пол Кемп
  - «Відродження» (2005)

### Карткові ігри
- Magic: The Gathering

### Відеоігри
- Menzoberranzan (1994)
- Descent to Undermountain (1998)

#### Baldur's Gate
Богиня Лолт з'являється в серії відеоігор Baldur's Gate лише у вигляді згадки:
- Baldur's Gate (1998)
- Baldur's Gate II (2000)
- Baldur's Gate II (2001)
- Baldur's Gate: Siege of Dragonspear (2016)
- Baldur's Gate III (2023)